# Campylaspis kiiensis
Campylaspis kiiensis är en kräftdjursart som beskrevs av Gamo 1960. Campylaspis kiiensis ingår i släktet Campylaspis och familjen Nannastacidae. Inga underarter finns listade i Catalogue of Life.